# WTA Finals 2014
WTA Finals 2014, známý také jako Turnaj mistryň 2014 či se jménem sponzora BNP Paribas WTA Finals 2014, představoval jeden ze dvou závěrečných tenisových turnajů ženské profesionální sezóny 2014 pro osm nejvýše postavených žen ve dvouhře a osm nejlepších párů ve čtyřhře na žebříčku WTA Race. V květnu 2014 Ženská tenisová asociace oznámila změnu názvu a opuštění pojmenování WTA Tour Championships.
Turnaj se odehrával ve dnech 20. až 26. října 2014, poprvé v singapurské aréně Singapore Indoor Stadium, v níž byl instalován dvorec s tvrdým povrchem. Celkové odměny činily 6 500 000 amerických dolarů, což představovalo půlmiliónový meziroční nárůst.
Dvojnásobnou obhájkyní titulu ve dvouhře byla americká světová jednička Serena Williamsová, která soutěž opět vyhrála. V deblové části trofej obhajoval čínsko-tchajwanský pár Pcheng Šuaj a Sie Šu-wej, jenž ve finále uhrál jediný game na zimbabwsko-indickou dvojici Cara Blacková a Sania Mirzaová.

## Turnaj

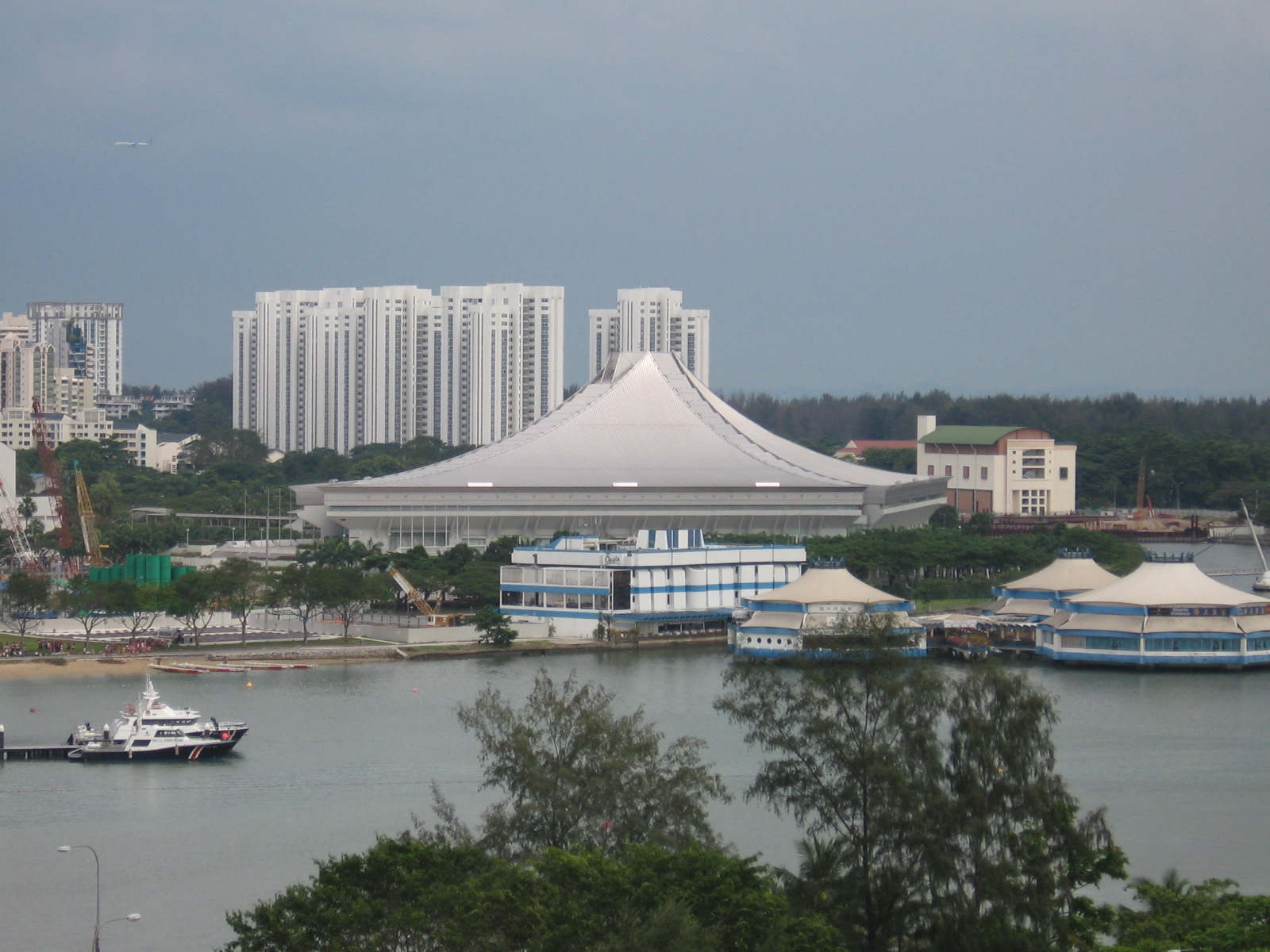
Aréna Singapore Indoor Stadium

Poprvé v historii se turnaj konal v singapurské aréně Singapore Indoor Stadium, která událost hostila mezi 20. až 26. říjnem 2014. Představoval čtyřicátý čtvrtý ročník ve dvouhře a třicátý devátý ve čtyřhře. Událost organizovala Ženská tenisová asociace (WTA) jako součást okruhu WTA Tour 2014. Jednalo se o větší ze dvou závěrečných turnajů sezóny. Menším pak byl Tournament of Champions, hraný v následujícím týdnu po turnaji mistryň, určený pro nejlepší hráčky okruhu v kategorii WTA International podle specifických kritérií, které se nezúčastnily singapurské události.
Singapur se stal historicky devátým dějištěm WTA Finals, od založení v roce 1972. Práva zakoupil minimálně na pět ročníků (2014–2018). Los dvouhry proběhl 18. října v 17 hodin a čtyřhry 21. října v 11 hodin místního času.
Poprvé v historii Turnaje mistryň proběhla soutěž vycházejících hvězd – WTA Rising Stars Invitational, a soutěž legend – WTA Legends Classic. Nejúspěšnější tenistka historie této události Martina Navrátilová, osminásobná vítězka dvouhry a jedenáctinásobná šampiónka čtyřhry, se stala první potvrzenou startující.

### Formát
Soutěže dvouhry se účastnilo osm hráček, z nichž každá odehrála v úvodních čtyřech dnech tři vzájemné zápasy v jedné ze dvou čtyřčlenných základních skupin – červené a bílé. První dvě tenistky z každé skupiny postupoupily do semifinále, které bylo hráno vyřazovacím systémem pavouka. První z bílé skupiny se utkala s druhou z červené skupiny a naopak. Vítězky semifinále se následně střetly ve finále o pohár Billie Jean Kingové.
Do soutěže čtyřhry nastoupilo poprvé od roku 2002 osm párů, které hrály přímo vyřazovacím systémem pavouka od čtvrtfinále. Proti předcházejícím ročníkům tak došlo k navýšení o čtyři dvojice.

### Kvalifikační kritéria
Ve dvouhře byly žebříčkové body kumulovány ze šestnácti turnajů. Mezi ně se povinně započetly čtyři Grand Slamy, čtyři události Premier Mandatory a nejlepší výsledky ze dvou turnajů Premier 5.
Ve čtyřhře byly žebříčkové body kumulovány z jedenácti nejlepších výsledků páru jakýchkoli turnajů v sezóně. Nemusely se tak povinně započítávat Grand Slamy ani události kategorie Premier.

### Kritéria pořadí v základní skupině
Konečné pořadí v základní skupině se řídilo následujícími kritérii:
1. největší počet vyhraných utkání
2. největší počet odehraných utkání; nebo
3. pokud mšly dvě hráčky stejný počet výher, pak rozhodlo jejich vzájemné utkání; pokud měly tři hráčky stejný počet výher, pak:

a) tenistka, která odehrála méně než tři utkání byla automaticky vyřazena a dále postoupila hráčka, jež vyhrála vzájemný zápas mezi dvěma zbývajícími; nebo
b) dalším kritériem se stalo nejvyšší procento vyhraných setů; nebo
c) dalším kritériem se stalo nejvyšší procento vyhraných her.

### Finanční odměny a body
Celkový rozpočet turnaje činil 6 500 000 amerických dolarů.
| Fáze                                                     | dvouhra         | dvouhra  | čtyřhra  | čtyřhra |
| Fáze                                                     | odměny          | body     | odměny   | body    |
| -------------------------------------------------------- | --------------- | -------- | -------- | ------- |
| vítězky                                                  | ZS + $1 621 000 | ZS + 810 | $500 000 | 1500    |
| finalistky                                               | ZS + $545 000   | ZS + 360 | $250 000 | 1050    |
| semifinalistky                                           | ZS + $37 000    | ZS       | $125 000 | 690     |
| čtvrtfinalistky                                          |                 |          | $75 000  | 460     |
| výhra v zápase ZS                                        | $143 000        | 230      |          |         |
| prohra v zápase ZS                                       | $20 000         | 70       |          |         |
| startovné                                                | $80 000         |          |          |         |
| náhradnice                                               | $62 000         |          |          |         |
| - ZS – celkové odměny či body získané v základní skupině |                 |          |          |         |

## Ženská dvouhra

### Kvalifikované hráčky
| Pořadí                       | hráčka                    | body  | tours   | kvalifikována | předešlé účasti                                |
| ---------------------------- | ------------------------- | ----- | ------- | ------------- | ---------------------------------------------- |
| 1.                           | Serena Williamsová (USA)  | 7 146 | 17 (15) | 5. září       | 2001, 2002, 2004, 2007, 2008, 2009, 2012, 2013 |
| 2.                           | Maria Šarapovová (RUS)    | 6 680 | 15      | 9. září       | 2004, 2005, 2006, 2007, 2011, 2012             |
| 3.                           | Petra Kvitová (CZE)       | 5 957 | 18      | 27. září      | 2011, 2012, 2013                               |
| 4.                           | Simona Halepová (ROU)     | 5 403 | 19 (18) | 15. září      |                                                |
| 5.                           | Eugenie Bouchardová (CAN) | 4 523 | 22      | 2. října      |                                                |
| 6.                           | Agnieszka Radwańská (POL) | 4 441 | 21      | 2. října      | 2008, 2009, 2011, 2012, 2013                   |
| 7.                           | Ana Ivanovićová (SRB)     | 4 390 | 21      | 2. října      | 2007, 2008                                     |
| 8.                           | Caroline Wozniacká (DEN)  | 4 045 | 19      | 2. října      | 2009, 2010, 2011                               |
| bílá skupina červená skupina |                           |       |         |               |                                                |

### Přehled hráček
Jako první se na turnaj 5. září 2014 kvalifikovala Serena Williamsová.

#### Serena Williamsová

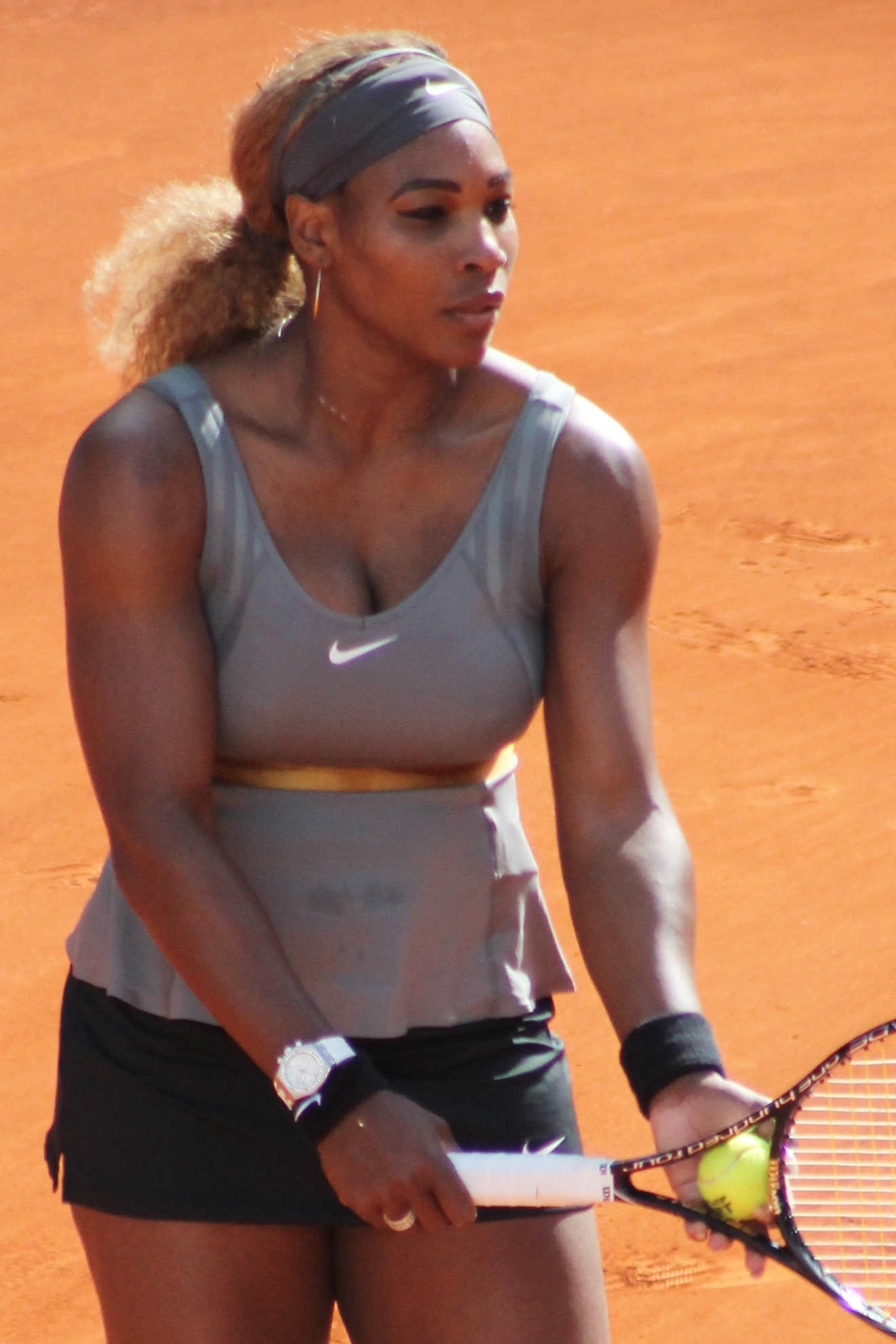
Serena Williamsová

Serena Williamsová vyhrála v sezóně pět titulů a po celý rok neopustila pozici světové jedničky.
V lednu obhájila trofej na Brisbane International. Ve finále zdolala světovou dvojku Viktorii Azarenkovou. Během Australian Open jí stěžovalo hru zranění. V osmifinále vypadla se Srbkou Anou Ivanovićou. Březnový Indian Wells Masters opět bojkotovala. Stejný měsíc překonala šestou v pořadí a dětský idol Moniku Selešovou v počtu 178 týdnů na čele světové klasifikace. Na Miami Masters získala po výhře nad Li Na rekordní sedmý titul z floridské události. Na zelené antuce Family Circle Cupu překvapivě vypadla ve svém úvodním duelu druhého kola se Slovenkou Janou Čepelovou, když ji provázelo poranění dolní končetiny.
Z květnového Madrid Masters odstoupila před čtvrtfinále s Petrou Kvitovou pro zranění levého stehna. Následně opanovala Rome Masters. V boji o titul na ni Sara Erraniová uhrála jen tři gamy. Ve druhém kole navazujícího French Open však utržila nejhorší grandslamovou porážku v kariéře, když Španělce Garbiñe Muguruzaové dokázala odebrat po dvou hrách v každém setu. Ve Wimbledonu vypadla ve třetí fázi s Francouzkou Alizé Cornetovou, s níž utržila druhou prohru v roce. Jednalo se o její nejrychlejší wimbledonské vyřazení od sezóny 2005.
Následovala vítězná vlna na amerických betonech, kde vyhrála 19 z 20 zápasů. Čtvrtý sezónní titul dobyla na stanfordském Bank of the West Classic. Ve vydání žebříčku z 4. srpna 2014 se stala pátou hráčkou v historii klasifikace WTA, která strávila na čele alespoň 200 týdnů. Na šestý pokus poprvé vyhrála Cincinnati Masters, když ve finále přehrála Anu Ivanovićovou. Poté potřetí v řadě triumfovala na US Open, kde ji soupeřky nepřipravily o žádný set. V posledním zápasu si poradila s Caroline Wozniackou.
Druhou účastnicí se 9. září 2014 stala Maria Šarapovová.

#### Maria Šarapovová
Maria Šarapovová vyhrála všechny své čtyři finále v roce, včetně grandslamového French Open.

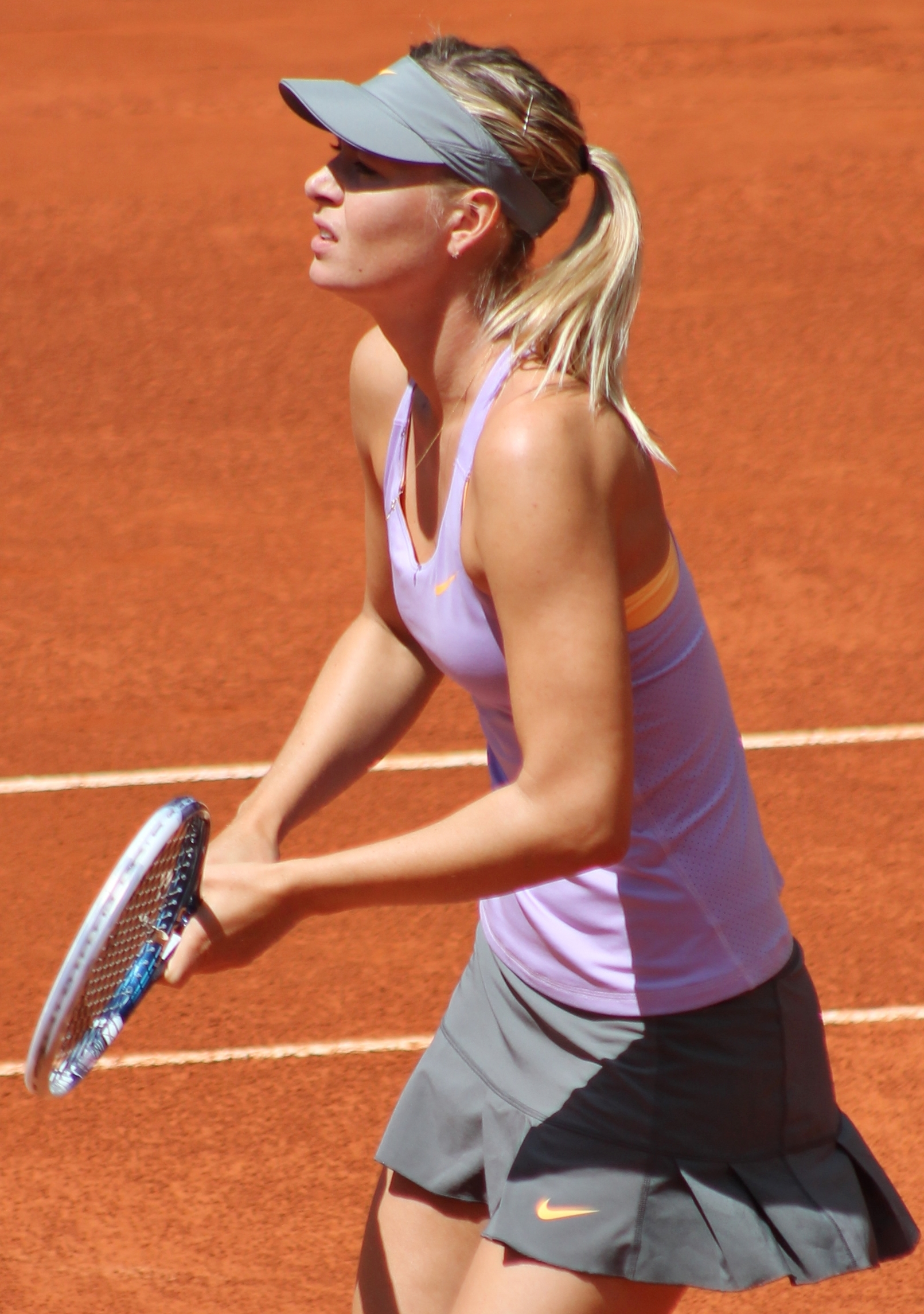
Maria Šarapovová

Po výpadku, jenž trval od srpna 2013 kvůli zraněnému rameni, se vrátila na kurty v úvodu sezóny turnajem Brisbane International, na kterém došla do semifinále. V něm vypadla se světovou jedničkou Serenou Williamsovou 2–6 a 6–7. Na Australian Open ji v osmifinále zdolala Dominika Cibulková 6–3, 4–6 a 1–6. V březnu podlehla ve třetím kole Indian Wells Masters 22leté Italce Camile Giorgiové. V dubnu pak dobyla premiérový hattrick kariéry na Porsche Tennis Grand Prix, kde ve finále zdolala Anou Ivanovićovou. V květnu navázala dalším titulem z antukového Madrid Open po výhře na d Rumunkou Simonou Halepovou. Ve třetím kole Rome Masters jí porážku oplatila právě Ivanovićová.
Druhý grandslamový titul na antuce si odvezla z French Open. Po semifinálové výhře nad Eugenií Bouchardovou zdolala Halepovou ve třech setech. Po zisku první sady byla Šarapovová blízko triumfu již ve druhém dějství, když v tiebreaku vedla 5:3 na míče. Rumunka však získala další čtyři body a finálové utkání dospělo poprvé po 13 letech do třetího setu. Naposledy se rozhodující sada hrála v roce 2001. Klíčovým okamžikem posledního dějství se stal první míč za stavu 4–4, kdy byla na podání rumunská tenistka. Ruska zahrála úder na základní čáru, ale čárový rozhodčí zahlásil s mírným zpožděním aut. Hlavní sudí jeho výrok opravil a fiftýn přímo přisoudil Šarapovové, když rozhodl, že projev čárového neměl vliv na zkažený úder Halepové. Následně si sibiřská rodačka připsala sedm míčů v řadě a vyhrála 6–4. Po výhře uvedla: „Bylo to nejtěžší grandslamové finále, které jsem kdy hrála. Simona byla neuvěřitelná.“
Přípravné turnaje na trávě před třetím grandslamem vynechala. Ve Wimbledonu ji v osmifinále vyřadila Angelique Kerberová po dramatickém průběhu za 2.39 hodin. Část na amerických betonech otevřela Rogers Cupem, kde ji ve třetím kole zastavila Carla Suárezová Navarrová. Navazující Western & Southern Open znamenal semifinálovou účast a porážku od Ivanovićové 2–6, 7–5 a 5–7, když neproměnila dva mečboly. Na US Open postoupila do čtvrtého kola. V něm podlehla Caroline Wozniacké. Na Wuhan Open skončila ve třetí fázi na raketě Timey Bacsinszké. Naopak China Open pro ni znamenal premiérový pekingský titul. Ve finále porazila světovou trojku Petru Kvitovou 6–4, 2–6, 6–3 a na žebříčku posunula na 2. místo.
Třetí tenistkou s jistým startem se 15. září 2014 stala Simona Halepová.

#### Simona Halepová
Simona Halepová vyhrála v sezóně dva turnaje a jako první Rumunka se v srpnu stala světovou dvojkou. Poražena odešla z boje o titul na French Open. S Bouchardovou na turnaji debutovala.

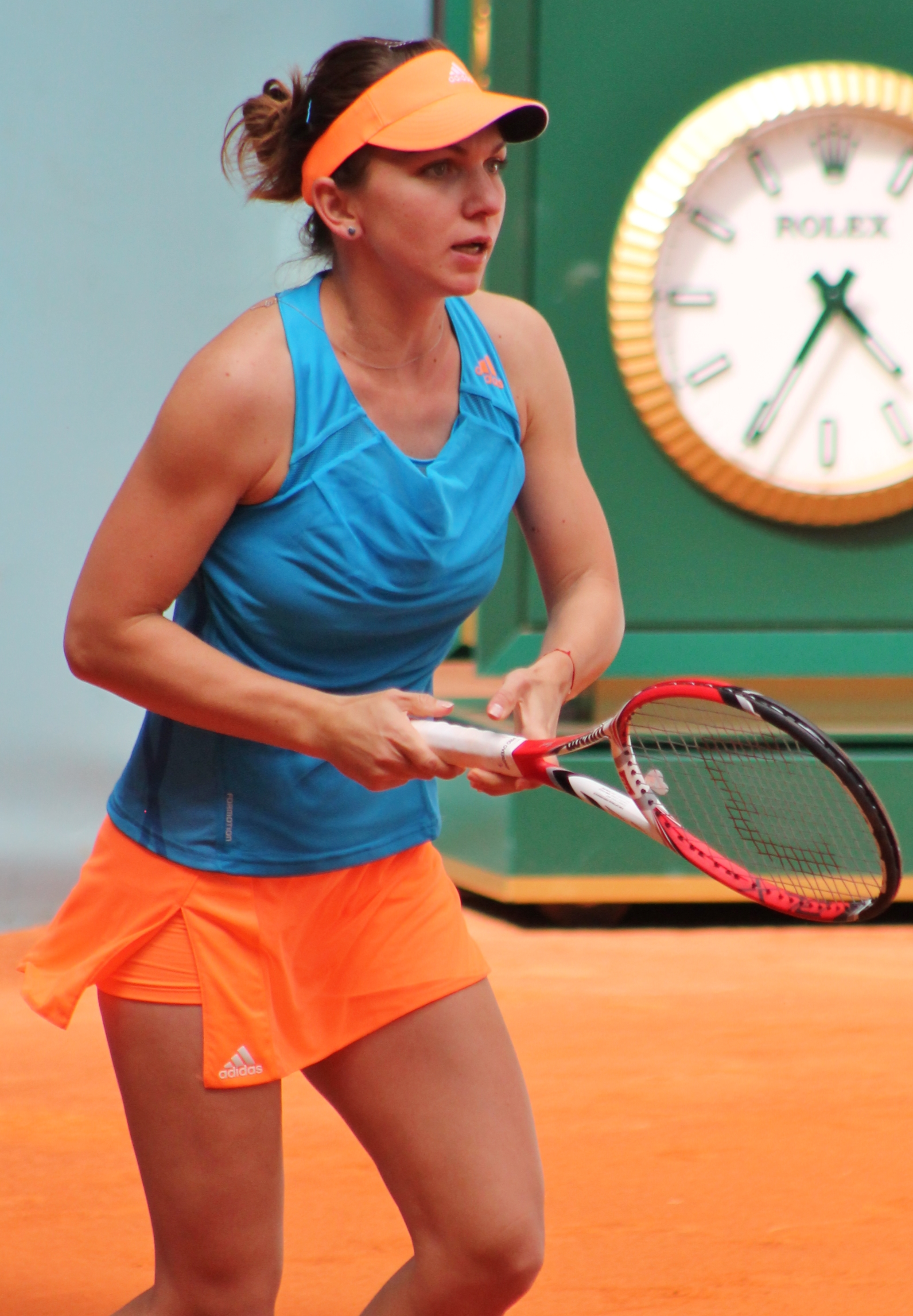
Simona Halepová

Po prvním kole odjela z Sydney International, když ji vyřadila Madison Keysová, což znamenalo první porážku od září předešlé sezóny. Na Australian Open poprvé v kariéře postoupila do čtvrtfinále Grand Slamu. V něm však nenašla recept na Dominiku Cibulkovou po setech 3–6 a 0–6. Po turnaji premiérově nahlédla do elitní světové desítky, když figurovala na 10. místě. Na Qatar Open si připsala první titul v roce. Ve finále zdolala Angelique Kerberovou 6–2 a 6–3. Dosáhla tak na první trofej z kategorie Premier 5. Na Dubai Tennis Championships skrečovala úvodní duel proti Alizé Cornetové. V semifinále Indian Wells Masters jí oplatila čerstvou porážku Agnieszka Radwańská. Po turnaji se jako první Rumunka vyhoupla na 5. místo klasifikace.
V květnu se probojovala do premiérového finále kategorie Premier Mandatory, když na Mutua Madrid Open v semifinále vyřadila Petru Kvitovou. V boji o titul nestačila na Marií Šarapovovou poměrem 6–2 a 6–3. Z Internazionali BNL d'Italia odstoupila po výhře v úvodním kole nad Madison Keysovou. Debutové grandslamové finále mezi ženami přišlo na French Open. Mezi poslední čtveřicí zvládla duel proti Andree Petkovicové, ovšem v boji o titul podlehla sedmé nasazené Marii Šarapovové. V novém vydání z 9. června postoupila ze čtvrté příčky žebříčku na třetí. Travnatý Topshelf Open znamenal skreč ve druhém kole s Annikou Beckovou pro bolestivé pravé rameno. Ve Wimbledonu přešla přes Sabinu Lisickou do semifinále, v němž nenašla recept na Eugenií Bouchardovou. Zápas ovlivnilo zranění, které si Rumunka přivodila na začátku utkání, když si podvrtnula kotník.
V červenci opanovala premiérový ročník antukového BRD Bucharest Open v Bukurešti, kde ve finále zdolala Robertu Vinciovou 6–1 a 6–3. Dne 11. srpna se poprvé stala světovou dvojkou.
Ve čtvrtfinále Western & Southern Open ji stopku vystavila Šarapovová. Na 2014 US Open pak překvapivě skončila ve třetí fázi s Mirjanou Lučićovou Baroniovou. Pokles formy pokračoval na Wuhan Open, kde v úvodním klání vypadla s Garbiñe Muguruzaovou a před čtvrtfinále China Open proti Ivanovićové odstoupila z turnaje pro poraněnou kyčel.
Ziskáním titulu na Wuhan Open se 27. září kvalifikovala Petra Kvitová.

#### Petra Kvitová
Petra Kvitová vyhrála v roce tři turnaje, včetně svého druhého titulu ve Wimbledonu a dosáhla na třetí místo žebříčku WTA.

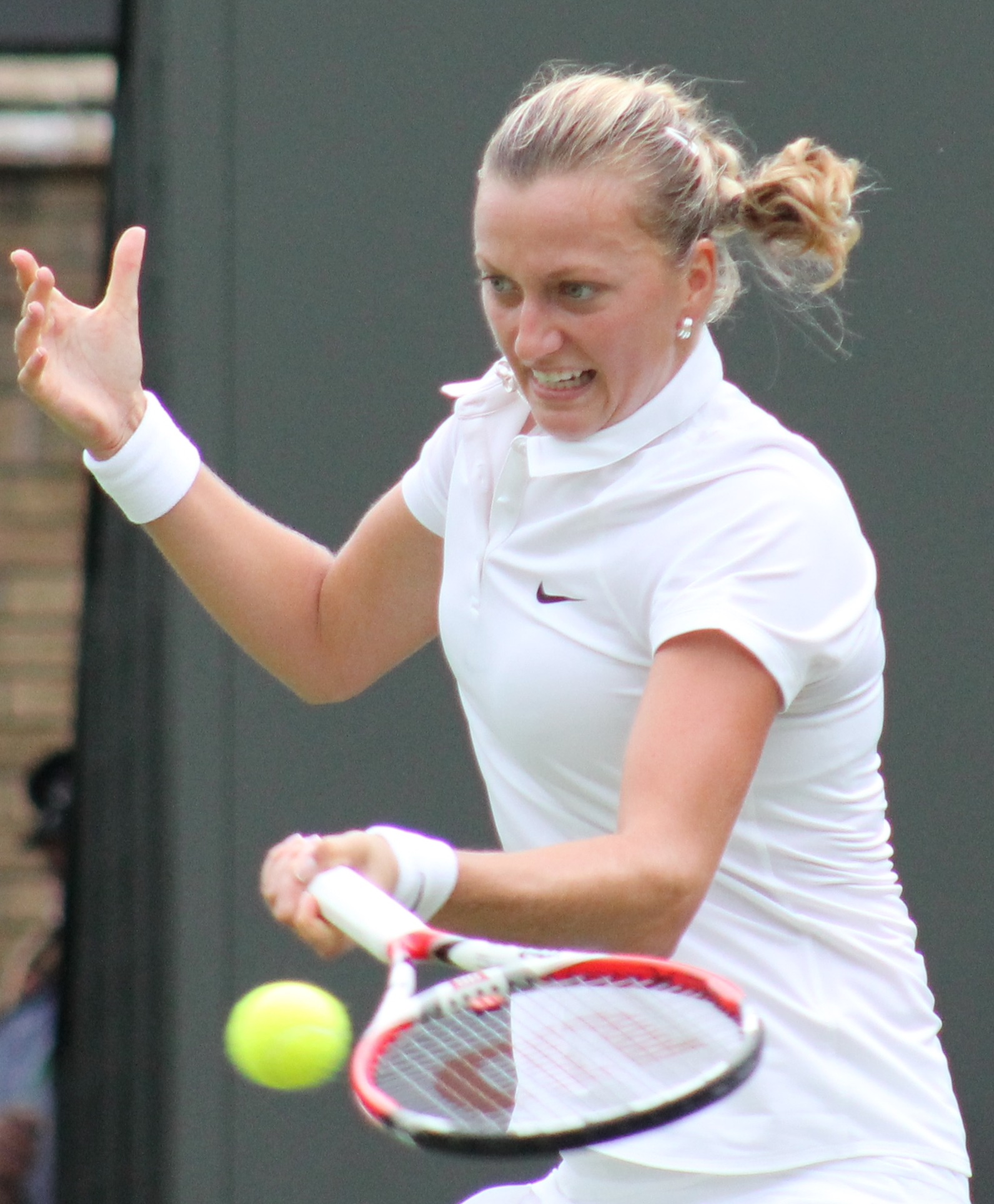

Leden otevřela účastí na Hopmanově poháru, kde po jejím boku nastoupil přítel Radek Štěpánek. Přestože vyhrála všechny tři dvouhry nad Cornetovou, Medinaovou Garriguesovou a Stephensovou, družstvo skončilo na nepostupovém 2. místě základní skupiny. Na Apia International Sydney si zahrála semifinále, v němž byla nad její síly kvalifikantka Cvetana Pironkovová. Následoval výpadek během Australian Open, kde v prvním kole podlehla Thajce Luksice Kumkhumové 2–6, 6–1 a 4–6. Na Qatar Total Open odvrátila mečbol v zápase s Venus Williamsovou, aby ji ve čtvrtfinále vyřadila Jelena Jankovićová. Navazující Dubai Tennis Championships znamenal porážku ve druhém kole od Carly Suárezové Navarrové.
Ani antukový Porsche Tennis Grand Prix nepřinesl zlepšení formy, když v úvodním duelu nestačila na Rusku z druhé stovky žebříčku Alisou Klejbanovovou. Do semifinále se probojovala na Mutua Madrid Open, kde ji stopku vystavila Simona Halepová. Bez výhry odjela i z Rome Masters, kde krátkou misi ukončila Čang Šuaj. Ve třetím kole pak skončila na French Open vyřazením od Světlany Kuzněcovové, když rozhodla až koncovka třetí sady v poměru gamů 7–9.
Z travnatého AEGON International odstoupila před čtvrtfinále pro zranění. Soustředila se na Wimbledon, kde startovala jako turnajová šestka. Cestou pavoukem přehrála tři Češky, Hlaváčkovou ve druhém kole, Záhlavovou-Strýcovou ve čtvrtfinále a Šafářovou v semifinále. Ve svém druhém boji o titul deklasovala Eugenií Bouchardovou 6–3 a 6–0 za 55 minut a v žebříčku WTA se posunula na 4. místo.
Letní US Open Series odstartovala na Canada Masters, na kterém skončila ve třetí fázi na raketě Makarovové. Druhý titul sezóny slavila na Connecticut Open po finálovém vítězství nad Magdalénou Rybárikovou. Na US Open byla ve třetím kole nad její síly kvalifikantka Aleksandra Krunićová.
Asijskou túru rozehrála na Wuhan Open, na němž pronikla do finále přes Elinu Svitolinovou. Třetí trofej roku získala opět po výhře nad Bouchardovou po setech 6–3 a 6–4. Neporazitelnost prosloužila na China Open, kde došla do dalšího finále. Po třísetovém průběhu z něho odešla poražena od Marii Šarapovové.
Zbylá čtyři místa byla obsazena 2. října 2014 během China Open. „Letenku do Singapuru“ obdržely Eugenie Bouchardová, Agnieszka Radwańská, Ana Ivanovićová a Caroline Wozniacká.

#### Eugenie Bouchardová
Eugenie Bouchardová v sezóně získala premiérový titul na okruhu WTA Tour a z dalších dvou finále odešla poražena. Ve všech třech případech čelila v závěrečném zápase české soupeřce. Posunula se také do elitní desítky žebříčku, až na 6. místo. S Halepovou na turnaji debutovala.

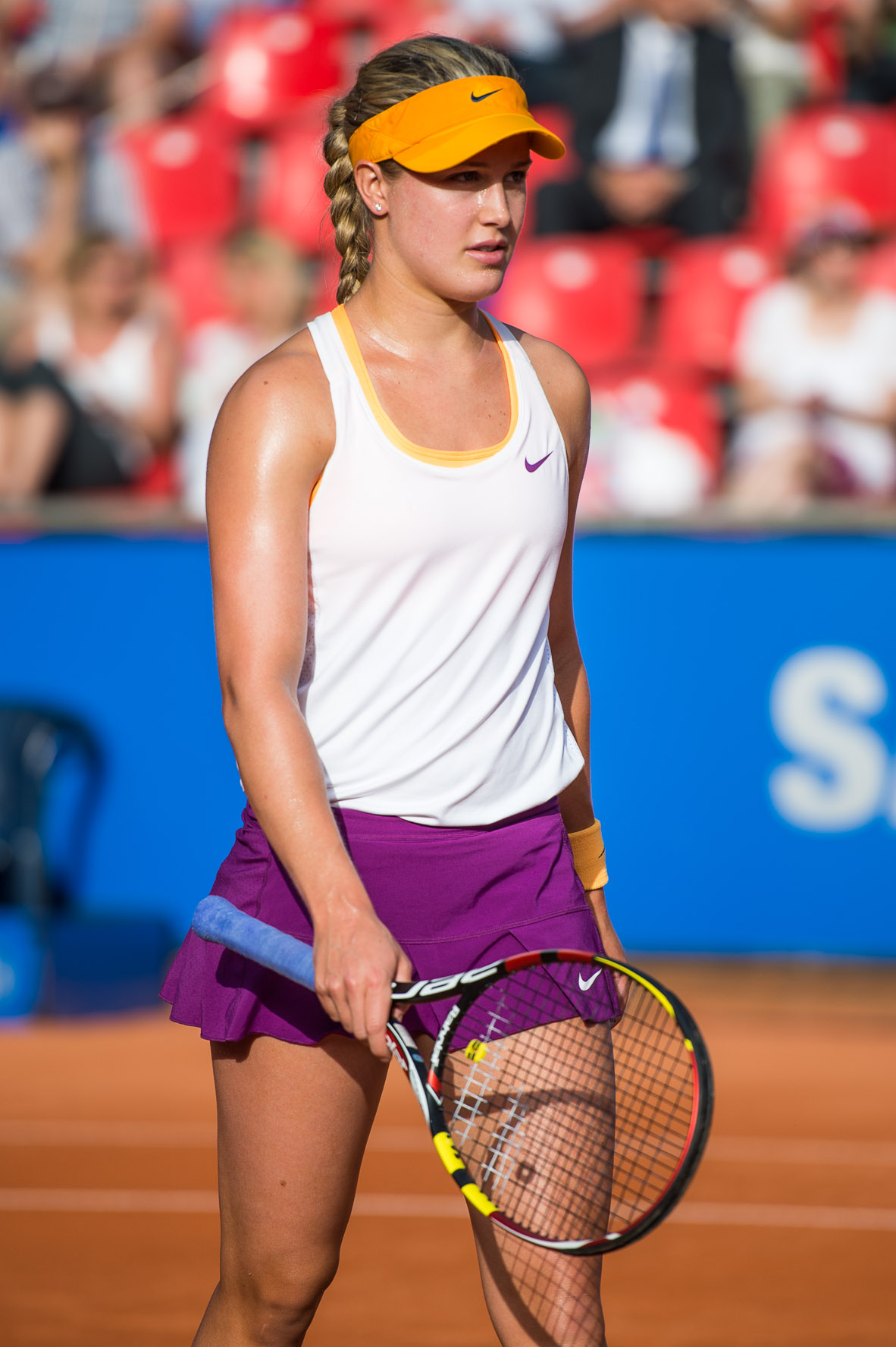
Eugenie Bouchardová

Leden rozehrála po boku Milose Raonice na Hopman Cupu, kde Kanada obsadila druhou příčku základní skupiny. Premiérové grandslamové semifinále si zahrála na Australian Open, když do něj prošla přes Anu Ivanovićovou. V něm však nestačila na Li Na po dvousetové prohře. Bodový zisk ji poprvé posunul mezi elitní dvacítkou hráček, když figurovala na 19. příčce. V únoru odehrála zápas 2. světové skupiny Fed Cupu proti Srbsku, v němž vyhrála obě dvouhry a posunula tým do světové baráže. Na Indian Wells Masters ji v osmifinále vyřadila Simona Halepová.
V semifinále dohrála na antukovém Family Circle Cupu porážkou od Andrey Petkovicové. V květnu dobyla první titul WTA, když nenašla přemožitelku na Nürnberger Versicherungscupu. Mezi poslední čtveřicí zdolala Karin Knappovou a ve finále pak Karolínu Plíškovou po třísetovém průběhu. Na grandslamu French Open postoupila do semifinále přes Suárezovou Navarrovou, v němž nestačila na Marii Šarapovovou.
Jako vůbec první Kanaďanka se probojovala do finále dvouhry seniorského Grand Slamu, když si o titul zahrála ve Wimbledonu. Na cestě pavoukem do posledního střetnutí neztratila žádný set. Ve čtvrtfinále přešla přes Kerberovou a poté Halepovou. Ve finále uhrála pouze tři gamy na Petru Kvitovou. V žebříčku ze 7. července pronikla poprvé do elitní světové desítky, když jí patřilo 7. místo.
Na US Open Series nevyhrála jediné utkání. Na Rogers Cupu, konaném v rodném Montréalu, podlehla kvalifikantce Shelby Rogersové, když přes zisk setu obdržela dva „kanáry“. Úvodní duel nezvládla ani na Cincinnati Masters prohrou od Světlany Kuzněcovové. Na Connecticut Open skončila na raketě Samanthy Stosurové. US Open znamenal postup do třetího kola, kde byla nad její síly Jekatěrina Makarovová. Na Wuhan Open prošla přes Wozniackou do finále. V repríze wimbledonského finále ji zastavila opět Kvitová. Na navazujícím China Open skončila ve druhé fázi se Sabinou Lisickou.

#### Agnieszka Radwańská
V sezóně s nevyrovnanými výsledky si zahrála dvakrát finále. Boj o titul na Canada Masters proměnila v jedinou turnajovou trofej. Na grandslamu se nejdále probojovala do semifinále Australian Open.

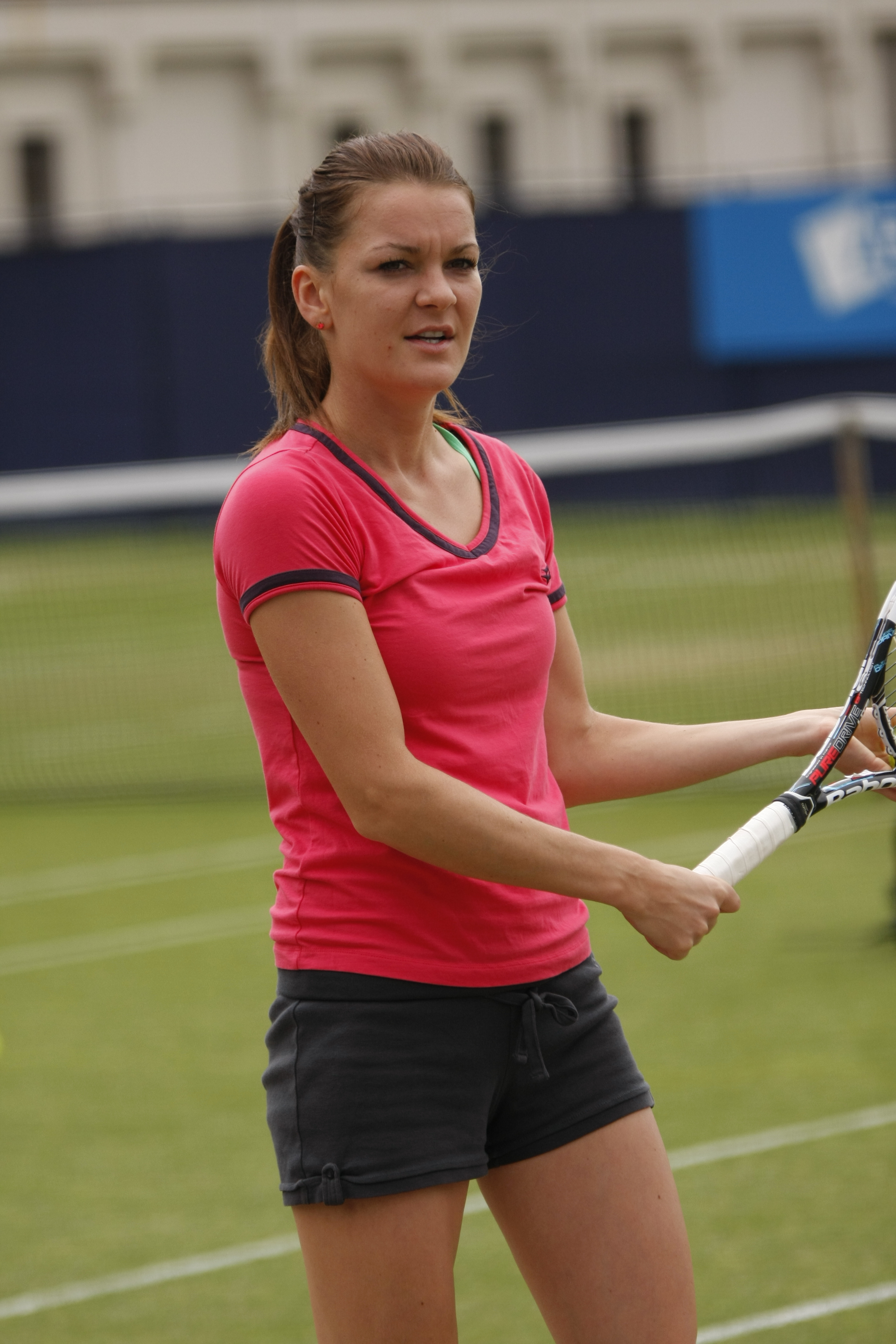
Agnieszka Radwańská

Rok zahájila v polském týmu na Hopmanově poháru v páru s Grzegorzem Panfilem. Po výhrách nad Flavií Pennettaovou, Eugenií Bouchardovou a Samanthou Stosurovou postoupili do boje o perthskou trofej. Ve finále přidala vítězství nad Alizé Cornetovou, které na titul nestačilo, když Francii podlehli 1:2 na zápasy.
Na Sydney International vypadla ve druhém kole s Bethanii Mattekovou-Sandsovou. Během Australian Open ve čtvrtfinále vyřadila dvojnásobnou obhájkyni titulu Viktorii Azarenkovou, aby v dalším klání nestačila na Dominiku Cibulkovou. Mezi poslední čtveřici hráček prošla také na Qatar Total Open, kde ji vyřadila Simona Halepová. Premiérové finále si zahrála na březnovém Indian Wells Masters, v němž uhrála pouhé tři gamy na Italku Flaviu Pennettaovou. Se slzami v očích se následně omlouvala publiku, že nebyla schopná hrát. Ve čtvrtfinále Miami Masters jí vyřadila Cibulková.
Po návratu do Evropy se účastnila BNP Paribas Katowice Open. Konečnou fází se stalo semifinále, v němž nenašla recept na Francouzku Alizé Cornetovou. Čtvrtfinálovou účast zaznamenala na antukovém Porsche Tennis Grand Prix. Těsně před branami finále skončila na Mutua Madrid Open. V obou případech podlehla Marii Šarapovové. Na tyto solidní výsledky však nenavázala na French Open, když ve třetím kole překvapivě vypadla s Ajlou Tomljanovićovou. Osmifinálovou porážkou se rozloučila s Wimbledonem po nezvládnutém duelu s Ruskou Jekatěrinou Makarovovou.
Jediný titul sezóny dosáhla na letním Rogers Cupu, kde ve finále zdolala Venus Williamsovou. Poté zamířila na Western & Southern Open, na němž ji ve čtvrtfinále vystavila stopku Caroline Wozniacká. Krátké bylo její účinkování na US Open, když ve druhém kole podlehla čínské tenistce Šuaj Pchengové. Svůj úvodní zápas na Wuhan Open proti Francouzce Caroline Garciaové nezvládla a druhým kolem završila čínskou túru na pekingském China Open, když skončila na raketě deblové světové jedničky Roberty Vinciové.

#### Ana Ivanovićová
Ana Ivanovićová v sezóně vytvořila nové osobní rekordy, když zvítězila v 52. singlovém utkání během jedné sezóny a dosáhla v ní na čtyři trofeje. Poprvé od roku 2009 se také vrátila do elitní světové desítky.

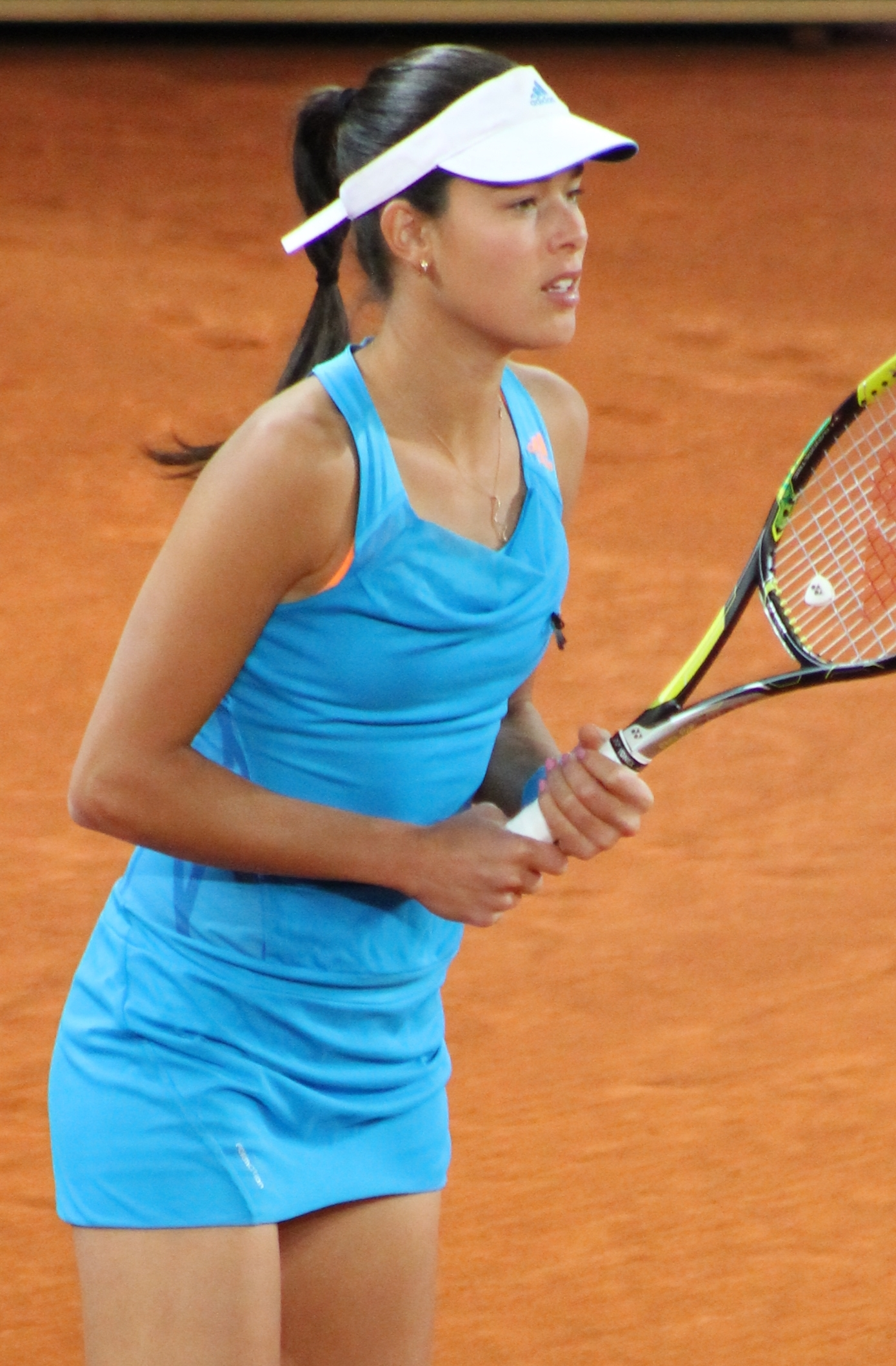
Ana Ivanovićová

Leden zahájila prvním titulem po třech letech, když na ASB Classic ve finále zdolala Venus Williamsovou. Strůjkyní překvapení se stala osmifinálovou výhrou na Australian Open poté, co vyřadila Serenu Williamsovou. V dalším utkání ji však vyřadila Eugenie Bouchardová. Ve druhých kolech skončila na Qatar Total Open, a to s Klárou Koukalovou, na Dubai Tennis Championship prohrou od Venus Williamsové, a konečně také na BNP Paribas Open. Miamský Sony Open Tennis opustila v osmifinále po nezvládnutém duelu s Petrou Kvitovou. Druhou trofej přidala na Monterrey Open po finálové výhře nad krajankou Jovanou Jakšićovou v historicky prvním srbském finále dvouhry na okruhu WTA.
Přímý boj o trofej svedla také na Porsche Tennis Grand Prix, z něhož odešla poražena od dvojnásobné obhájkyně Marie Šarapovové. Na Mutua Madrid Open skončila mezi poslední osmičkou na raketě Halepové. Italian Open opustila v semifinále vyřazením od Sereny Williamsové. Navazující Roland Garros znamenalo konec ve třetím kole, kde ji stopku vystavila Lucie Šafářová. Start na AEGON Classic jí vynesl premiérový titul z travnatého povrchu po finálovém vítězství nad Barborou Záhlavovou-Strýcovou. Z Wimbledonu odjela po prohře ve třetí fázi se Sabinou Lisickou. Poté se rozešla s trenérem Nemanjou Kontićem a na jeho místo nastoupilDejan Petrović.
Americkou část otevřela na Bank of the West Classic, kde skončila ve čtvrtfinále vyřazením od Sereny Williamsové. Na Rogers Cupu nestačila ve druhém kole na Coco Vandewegheovou. Finále si zahrála na Western & Southern Open, v němž ji opět zdolala favorizovaná Serena Williamsová. Účinkování na US Open završila nezvládnutým druhým kolem s Karolínou Plíškovou. Zářijový Pan Pacific Open vyhrála finálovým střetnutím proti Wozniacké. Na Wuhan Open skončila v prvním kole a China Open opustila semifinálovou porážkou od Šarapovové.

#### Caroline Wozniacká
Caroline Wozniacká si v sezóně zahrála tři finále. První z nich na Istanbul Cupu proměnila v titul. Podruhé v kariéře se probojovala do boje o grandslamový titul. Po pěti letech v něm opět na US Open neuspěla, když nestačila na Serenu Williamsovou.

Caroline Wozniacká

Před novou sezónou změnila značku rakety, když opustila Yonex a začala hrát s Babolatem. Úvodním turnajem se stal Apia International Sydney, na kterém ji ve druhém kole vyřadila Lucie Šafářová. Třetí fáze Australian Open se pro ni stala konečnou, když podlehla Garbiñe Muguruzaové. Na Qatar Total Open prohrála svůj první duel proti Yanině Wickmayerové. Následně prošla do semifinále Dubai Tennis Championships a v něm nezvládla střetnutí s Venus Williamsovou. Březnový BNP Paribas Open znamenal osmifinálovou prohru s Jelenou Jankovićovou. Ztráta bodů způsobila pád na 18. příčku, nejnižší postavení od roku 2010. Čtvrtfinále dosáhla na Sony Open, kde ji vyřadila Li Na. Semifinále si zahrála při svém debutu na Monterry Open, aby turnaj opustila po porážce od Any Ivanovićové.
Z antukového Porsche Tennis Grand Prix odstoupila pro zranění zápěstí. Ve druhém kole Mutua Madrid Open nenašla recept na Robertu Vinciovou. Po zdravotních problémech nezvládla úvodní duel na French Open proti Wickmayerové. V semifinále travnatého AEGON International ji vystavila stopku Angelique Kerberová. Ve Wimbledonu pak došla mezi poslední šestnáctku hráček, aby ji v této fázi přehrála Barbora Záhlavová-Strýcová.
Jediný titul sezóny dobyla na Istanbul Cupu, kde uštědřila dva „kanáry“ Belindě Bencicové a ve finále deklasovala Robertu Vinciova po ztrátě pouhých dvou her. Na amerických betonech ji ve čtvrtfinále Rogers Cupu zastavila Serena Williamsová, přestože měla set a break k dobru. Na Western & Southern Open se probojovala do semifinále, kde opět vypadla s mladší ze sester Williamsových. Jako nasazená desítka zavítala na US Open a po pěti letech podruhé prošla do finále grandslamu, opět ve Flushing Meadows. Ve čtvrtém kole porazila Šarapovovou, poté Saru Erraniovou a v semifinále překvapení turnaje Šuaj Pchengovou. V boji o titul však nenašla recept na Serenu Williamsovou, jíž podlehla na třetí události v řadě.
Asijskou túru rozehrála tokijským Toray Pan Pacific Open, kde zužitkovala dobrou formu postupem do finále. V něm ji zastavila Ana Ivanovićová. Na čínském Wuhan Open pak dohrála v semifinále porážkou od Genie Bouchardové. Říjnový China Open opustila po volném losu ve druhé fázi, když ji vyřadila Sam Stosurová.

### Předešlý poměr vzájemných zápasů
|    |                     | Williams | Šarapova | Kvitová | Halep | Bouchard | Radwańská | Ivanović | Wozniacká | Celkem | V/P 2014 |
| 1. | Serena Williamsová  |          | 16–2     | 5–0     | 3–0   | 1–0      | 8–0       | 7–1      | 9–1       | 49-4   | 48–7     |
| 2. | Maria Šarapovová    | 2–16     |          | 6–2     | 5–0   | 3–0      | 10–2      | 9–4      | 5–3       | 40–27  | 48–11    |
| 3. | Petra Kvitová       | 0–5      | 2–6      |         | 0–2   | 3–0      | 5–1       | 3–4      | 4–4       | 17–22  | 42–14    |
| 4. | Simona Halepová     | 0–3      | 0–5      | 2–0     |       | 1–1      | 2–4       | 2–1      | 1–1       | 8–15   | 43–14    |
| 5. | Eugenie Bouchardová | 0–1      | 0–3      | 0–3     | 1–1   |          | 0–1       | 2–0      | 1–0       | 4–9    | 44–20    |
| 6. | Agnieszka Radwańská | 0–8      | 2–10     | 1–5     | 4–2   | 1–0      |           | 7–3      | 4–6       | 19–34  | 46–19    |
| 7. | Ana Ivanovićová     | 1–7      | 4–9      | 4–3     | 1–2   | 0–2      | 3–7       |          | 5–2       | 18–32  | 55–16    |
| 8. | Caroline Wozniacká  | 1–9      | 3–5      | 4–4     | 1–1   | 0–1      | 6–4       | 2–5      |           | 17–29  | 46–18    |

Přehled uvádí poměr vzájemných zápasů hráček před turnajem, stejně jako jejich bilanci vítězných a prohraných utkání v sezóně 2014 (V/P 2014).

### Výsledky a body
Tabulka uvádí sezónní výsledky a odpovídající bodový zisk kvalifikovaných hráček a náhradnic Turnaje mistryň.
| Poř.                                             | Tenistka              | Grand Slam | Grand Slam | Grand Slam | Grand Slam | Premier Mandatory | Premier Mandatory | Premier Mandatory | Premier Mandatory | Nejlépe na Premier 5 | Nejlépe na Premier 5 | Nejlépe na dalších turnajích | Nejlépe na dalších turnajích | Nejlépe na dalších turnajích | Nejlépe na dalších turnajích | Nejlépe na dalších turnajích | Nejlépe na dalších turnajích | Body  | Turnaje |
| ------------------------------------------------ | --------------------- | ---------- | ---------- | ---------- | ---------- | ----------------- | ----------------- | ----------------- | ----------------- | -------------------- | -------------------- | ---------------------------- | ---------------------------- | ---------------------------- | ---------------------------- | ---------------------------- | ---------------------------- | ----- | ------- |
| Poř.                                             | Tenistka              | Austr      | French     | Wimbl      | US Open    | Indian W          | Miami             | Madrid            | Peking            | 1.                   | 2.                   | 1.                           | 2.                           | 3.                           | 4.                           | 5.                           | 6.                           | Body  | Turnaje |
| 1.                                               | Serena Williamsová    | 16k 240    | 64k 70     | 32k 130    | Titul 2000 | A 0               | Titul 1000        | QF 215            | QF 215            | Titul 900            | Titul 900            | Titul 470                    | Titul 470                    | SF 350                       | SF 185                       | 32k 1                        | A 0                          | 7 146 | 17(15)  |
| 2.                                               | Maria Šarapovová      | 16k 240    | Titul 2000 | 16k 240    | 16k 240    | 32k 65            | SF 390            | Titul 1000        | Titul 1000        | SF 350               | 16k 105              | Titul 470                    | SF 185                       | SF 185                       | 16k 105                      | 16k 105                      |                              | 6 680 | 15      |
| 3.                                               | Petra Kvitová         | 128k 10    | 32k 130    | Titul 2000 | 32k 130    | 16k 120           | QF 215            | SF 390            | F 650             | Titul 900            | QF 190               | Titul 470                    | SF 185                       | 16k 105                      | QF 100                       | 32k 1                        | 32k 1                        | 5 597 | 18      |
| 4.                                               | Simona Halepová       | QF 430     | F 1300     | SF 780     | 32k 130    | SF 390            | A 0               | F 650             | QF 215            | Titul 900            | QF 190               | Titul 280                    | R16k 105                     | 16k 30                       | 32k 1                        | 32k 1                        | 32k 1                        | 5 403 | 19(18)  |
| 5.                                               | Eugenie Bouchardová   | SF 780     | SF 780     | F 1300     | 16k 240    | R16 120           | 64k 10            | 64k 10            | 32k 10            | F 585                | 64k 1                | Titul 280                    | SF 185                       | QF 60                        | QF 60                        | 16k 55                       | 16k 30                       | 4 506 | 22      |
| 6.                                               | Agnieszka Radwańská   | SF 780     | 32k 130    | 16k 240    | 64k 70     | F 650             | QF 215            | SF 390            | 32k 65            | Titul 900            | SF 350               | QF 190                       | QF 190                       | SF 110                       | QF 100                       | QF 60                        | 16k 1                        | 4 441 | 20      |
| 7.                                               | Ana Ivanovićová       | QF 430     | 32k 130    | 32k 130    | 64k 70     | 32k 65            | 16k 120           | QF 215            | SF 390            | F 585                | SF 350               | Titul 470                    | Titul 470                    | F 305                        | Titul 280                    | Titul 280                    | QF 100                       | 4 390 | 21      |
| 8.                                               | Caroline Wozniacká    | 32k 130    | 128k 10    | 16k 240    | F 1300     | 16k 120           | QF 215            | 32k 65            | 32k 10            | SF 350               | SF 350               | F 305                        | Titul 280                    | QF 190                       | SF 185                       | SF 185                       | SF 110                       | 4 045 | 19      |
| 9.                                               | Li Na                 | Titul 2000 | 128k 10    | 32k 130    | A 0        | SF 390            | F 650             | QF 215            | A 0               | QF 190               | 16k 105              | Titul 280                    | A 0                          | A 0                          |                              |                              |                              | 3 970 | 13(9)   |
| 10.                                              | Angelique Kerberová   | 16k 240    | 16k 240    | QF 430     | 32k 130    | 64k 10            | QF 215            | 64k 10            | 16k 120           | F 585                | QF 190               | F 305                        | F 305                        | F 305                        | SF 185                       | 16k 105                      | 16k 105                      | 3 480 | 22      |
| 11.                                              | Jekatěrina Makarovová | 16k 240    | 32k 130    | QF 430     | SF 780     | 32k 65            | 16k 120           | 64k 10            | 16k 120           | SF 350               | 32k 60               | Titul 280                    | SF 110                       | QF 100                       | 32k 60                       | 32k 60                       | 16k 55                       | 2 970 | 20      |
| kvalifikovaná hráčka náhradnice ukončení kariéry |                       |            |            |            |            |                   |                   |                   |                   |                      |                      |                              |                              |                              |                              |                              |                              |       |         |

| Legenda | Legenda                   | Legenda | Legenda             |
| ------- | ------------------------- | ------- | ------------------- |
| A       | neúčast hráčky na turnaji | 64k     | 64 hráček v kole    |
| QF      | prohra ve čtvrtfinále     | 32k     | 32 hráček v kole    |
| SF      | prohra v semifinále       | 16k     | 16 hráček v kole    |
| F       | prohra ve finále          | Titul   | vítězství v turnaji |

## Ženská čtyřhra

### Kvalifikované páry
| Pořadí | dvojice                                                   | body  | tours | kvalifikovány |
| ------ | --------------------------------------------------------- | ----- | ----- | ------------- |
| 1.     | Sara Erraniová (ITA) Roberta Vinciová (ITA)               | 9 290 | 18    | 11. července  |
| 2.     | Sie Šu-wej (TPE) Pcheng Šuaj (CHN)                        | 5 262 | 12    | 10. září      |
| 3.     | Jekatěrina Makarovová (RUS) Jelena Vesninová (RUS)        | 5 130 | 13    | 10. září      |
| 4.     | Sania Mirzaová (IND) Cara Blacková (ZIM)                  | 4 725 | 21    | 22. září      |
| 5.     | Raquel Kopsová-Jonesová (USA) Abigail Spearsová (USA)     | 4 210 | 21    | 25. září      |
| 6.     | Květa Peschkeová (CZE) Katarina Srebotniková (SLO)        | 3 950 | 17    | 2. října      |
| 7.     | Garbiñe Muguruzaová (ESP) Carla Suárezová Navarrová (ESP) | 3 515 | 12    | 5. října      |
| 8.     | Alla Kudrjavcevová (RUS) Anastasia Rodionovová (AUS)      | 3 315 | 21    | 9. října      |

### Přehled párů
Italské světové jedničky Sara Erraniová s Robertou Vinciovou se 11. července staly prvními účastnicemi Turnaje mistryň.

Sara Erraniová a Roberta Vinciová v sezóně držely stabilní formu a v červenci se vrátily na čelo deblového žebříčku. Ze tří grandslamových finále proměnily dvě ve vítězství. Nejdříve obhájily titul na Australian Open po výhře nad ruským párem Makarovová a Vesninová. Kariérní Grand Slam zkompletovaly premiérovou trofejí z Wimbledonu, kde v posledním zápase zdolaly Babosovou s Mladenovicovou. Staly se tak teprve pátou dvojicí historie, jež triumfovala na všech čtyřech majorech. Na French Open se potřetí v řadě probojovaly do finále, a podruhé z něho odešly poraženy, tentokrát od úřadujících světových jedniček Sieové a Pchengové. Během roku dosáhly na další tři tituly. Finále vyhrály na Mutua Madrid Open proti Muguruzaové se Suárezovou Navarrovou. Na Rogers Cupu a Porsche Tennis Grand Prix vždy porazily Blackovou s Mirzaovou. Z boje o titul odešly poraženy na Apia International Sydney, kde nestačily na Babosovou se Šafářovou a také z Internazionali BNL d'Italia po porážce od páru Peschkeová a Srebotniková.
Tchajwansko-čínská dvojice Sie Šu-wej a Pcheng Šuaj a Rusky Jekatěrina Makarovová s Jelenou Vesninovou si společně zajistily druhé a třetí místo 10. září.

Sie Šu-wej a Šuaj Pchengová jsou obhájkyněmi titulu. V první polovině sezóny se staly světovými jedničkami. Během roku vyhrály všechna tři finále, do nichž postoupily. Druhou grandslamovou trofej si odvezly z Roland Garros a titul získaly na události Premier Mandatory Indian Wells Masters i Qatar Total Open. Po Turnaji mistryň jejich spolupráce skončí.
Jekatěrina Makarova a Jelena Vesninová obhajují finálovou účast z předchozího ročníku. Během roku došly třikrát do finále, z nichž poslední na US Open proměnily v titul. Obě si tak připsaly druhou deblovou trofej z majoru. Jako poražené finalistky skončily na Australian Open a Miami Masters.
Indka Sania Mirzaová a Zimbabwanka Cara Blacková se jako čtvrtý pár kvalifikovaly 22. září.

Sania Mirzaová a Cara Blacková navázaly spolupráci ke konci sezóny 2013 poté, co se Blacková po neshodách rozešla s dlouhodobou partnerkou Liezel Huberovou. Na Australian Open vypadly ve čtvrtfinále a na Indian Wells Masters prohrály v boji o titul. Trofeje si odvezly z Portugal Open a Toray Pan Pacific Open. Zejména asijská část sezóny se vydařila, když na ní došly třikrát v řadě do finále.
Američanky Raquel Kopsová-Jonesová a Abigail Spearsová se kvalifikovaly 25. září.

Raquel Kops-Jonesová a Abigail Spearsová nedosáhly na výsledky své první společné sezóny 2012, přesto jim dva turnajové tituly z Western & Southern Open a travnatého AEGON Classic, stejně jako další bodové zisky, zajistily účast na závěrečné akci roku. Do semifinále se probojovaly na Australian Open, Sony Open Tennis a Wuhan Open. V rolích poražených finalistek skončily na Dubai Tennis Championships.
Šestým párem, který obdržel letenky do Singapuru, se 2. října stala dvojice Květa Peschkeová a Katarina Srebotniková, složená ze zástupkyň českého a slovinského tenisu.

Květa Peschkeová a Katarina Srebotniková se popáté účastní této události společně, když se v páru na turnaj kvalifikovaly vždy mimo roků 2009 a 2012. Slovinka startovala také v letech 2001, 2002 a 2007, zatímco Češka hrála deblovou soutěž ještě v letech 2006 a 2007. V sezóně triumfovaly na Internazionali BNL d'Italia, finále si zahrály na Qatar Total Open a semifinálovou účast zaznamenaly na Australian Open a AEGON International.
Sedmé místo obsadil 5. října španělský pár Garbiñe Muguruzaová a Carla Suárezová Navarrová.

Garbiñe Muguruzaová a Carla Suárezová Navarrová se staly jednou z nejmladších dvojic kvalifikovaných na závěrečnou událost. Již v úvodní části roku dosáhly některých dobrých výsledků, zejména pak finálové účasti na Madrid Open a semifinále na pařížském Roland Garros. Trofej vybojovaly na Stanford Classic a jako poražené finalistky odešly z tokijského Toray Pan Pacific Open.
Poslední, osmé volné, místo připadlo 9. října rusko-australském páru Alla Kudrjavcevová a Anastasia Rodionovová.

Alla Kudrjavceová a Anastasia Rodionovová se stabilními spoluhráčkami staly v září 2013. V sezóně získaly tři tituly, z lednového Brisbane International, arabského Dubai Tennis Championships a premiérového ročníku Tianjin Open. Nejlepším grandslamovým výsledkem se stalo čtvrtfinále ve Wimbledonu. V semifinále vypadly na povinné události China Open i na americkém Cincinnati Masters.

## Turnaj vycházejících hvězd
Poprvé v historii Turnaj mistryň hostil exhibiční soutěž vycházejících hvězd – WTA Rising Stars Invitational, která se odehrála mezi 17. až 21. říjnem 2014 v singapurské OCBC Arena. Finále proběhlo na centrálním dvorci Singapore Indoor Stadium. Čtyři tenistky, které nepřesáhly věk 23 let, byly vybrány fanoušky z nominačního pole. Dvě účastnice vzešly z asijsko-pacifického regionu a další dvě ze zbytku světa. Vítězkou se stala Portoričanka Mónica Puigová.
Hlasování proběhlo od 4. září do 3. října 2014. K vyhlášení výsledku došlo 9. října téhož roku.

### Přehled hráček
| Asijsko-pacifický region | Asijsko-pacifický region | Asijsko-pacifický region | Asijsko-pacifický region |
| tenistka | stát                     | narození (věk)           | WTA                      |
| --- | ------------------------ | ------------------------ | ------------------------ |
| Zarina Dijasová | Kazachstán               | 18. října 1993 (21 let)  | 34.                      |
| Čeng Saj-saj | Čína                     | 5. února 1994 (20 let)   | 92.                      |
| Nominované tenistky |                          |                          |                          |
| Misa Egučiová (22), Sačie Išizuová (22), Luksika Kumkhumová (21), Hiroko Kuwatová (23), Nicha Lertpitaksinchaiová (23) Kurumi Naraová (22), Naomi Ósakaová (17), Julia Putincevová (19), Olivia Rogowská (23)                                                          |                          |                          |                          |
| Kvalifikační kritéria |                          |                          |                          |
| - věk 23 let a méně při zahájení turnaje, tj. narození do 20. října 1991 (včetně), a - na žebříčku WTA do 150. místa v první pondělí US Open (25.8.), nebo - vyhraný zápas v hlav. soutěži turnaje Premier či International, a/nebo finalistka turnaje WTA 125K Series |                          |                          |                          |
| Zbytek světa |                          |                          |                          |
| tenistka | stát                     | narození (věk)           | WTA                      |
| Mónica Puigová | Portoriko                | 27. září 1993 (21 let)   | 63.                      |
| Shelby Rogersová | Spojené státy americké   | 13. října 1992 (22 let)  | 71.                      |
| Nominované tenistky |                          |                          |                          |
| Belinda Bencicová (17), Lauren Davisová (21), Jovana Jakšićová (21), Madison Keysová (19), Christina McHaleová (21) Grace Minová (20), Elina Svitolinová (20), Coco Vandewegheová (22)                                                                                 |                          |                          |                          |
| Kvalifikační kritéria |                          |                          |                          |
| - věk 23 let a méně při zahájení turnaje, tj. narození do 20. října 1991 (včetně), a - na žebříčku WTA do 50. místa v první pondělí US Open (25.8.), nebo - účast v semifinále Grand Slamu, turnaje Premier či International                                           |                          |                          |                          |

## Turnaj legend
Poprvé v historii Turnaj mistryň hostil soutěž legend – WTA Legends Classic, jenž se odehrál mezi 20.–23. říjnem. Soutěže deblového formátu se zúčastnily čtyři ženské legendy, vedené nejúspěšnější hráčkou Turnaje mistryň Martinou Navrátilovou, která vyhrála osmkrát dvouhru a jedenáctkrát čtyřhru. Další bývalou šampiónkou, jež nastoupila na dvorec, se stala nejmladší vítězka turnaje WTA Tour v historii Tracy Austinová. Ke dvěma mladším zástupkyním se zařadily wimbledonská vítězka Marion Bartoliová a držitelka poháru z Roland Garros Iva Majoliová.
V každém ze tří utkání čtyřhry si hráčky vždy vyměnily spoluhráčku, čímž každá legenda odehrála pouze jeden zápas se stejnou partnerkou. Duel měl charakter prodlouženého setu, hraného do osmi gamů. Tenistka s nejvíce výhrami, případně nejlepším poměrem setů a her, se stala celkovou vítězkou. Trofej si tak po třech výhrách odvezla Francouzka Marion Bartoliová.

## Průběh turnaje

### 1. den: 17. října 2014
| Soutěž             | vítězky            | poražené             | výsledek         |
| ------------------ | ------------------ | -------------------- | ---------------- |
| Vycházející hvězdy | Mónica Puigová [2] | Zarina Dijasová [1]  | 7–5, 6–2         |
| Vycházející hvězdy | Čeng Saj-saj [4]   | Shelby Rogersová [3] | 2–6, 6–2, [10–6] |

### 2. den: 18. října 2014
| Soutěž             | vítězky              | poražené            | výsledek              |
| ------------------ | -------------------- | ------------------- | --------------------- |
| Vycházející hvězdy | Shelby Rogersová [3] | Zarina Dijasová [1] | 6–1, 6–3              |
| Vycházející hvězdy | Mónica Puigová [2]   | Čeng Saj-saj [4]    | 7–6(7–3), 4–6, [10–6] |

### 3. den: 19. října 2014
| Soutěž             | vítězky            | poražené             | výsledek                   |
| ------------------ | ------------------ | -------------------- | -------------------------- |
| Vycházející hvězdy | Čeng Saj-saj [4]   | Zarina Dijasová [1]  | 7–6(7–4), 6–7(2–7), [10–5] |
| Vycházející hvězdy | Mónica Puigová [2] | Shelby Rogersová [3] | 6–3, 6–7(4–7), [11–9]      |

### 4. den: 20. října 2014
| Soutěž  | fáze            | vítězky                               | poražené                      | výsledek |
| ------- | --------------- | ------------------------------------- | ----------------------------- | -------- |
| Legendy |                 | Marion Bartoliová Martina Navrátilová | Tracy Austinová Iva Majoliová | 8–5      |
| Dvouhra | červená skupina | Serena Williamsová [1]                | Ana Ivanovićová [7]           | 6–4, 6–4 |
| Dvouhra | červená skupina | Simona Halepová [4]                   | Eugenie Bouchardová [5]       | 6–2, 6–3 |

### 5. den: 21. října 2014
| Soutěž             | fáze         | vítězky                 | poražené             | výsledek                |
| ------------------ | ------------ | ----------------------- | -------------------- | ----------------------- |
| Vycházející hvězdy | finále       | Mónica Puigová [2]      | Čeng Saj-saj [4]     | 6–4, 6–3                |
| Dvouhra            | bílá skupina | Caroline Wozniacká [8]  | Maria Šarapovová [2] | 7–6(7–4), 6–7(5–7), 6–2 |
| Dvouhra            | bílá skupina | Agnieszka Radwańská [6] | Petra Kvitová [3]    | 6–2, 6–3                |

### 6. den: 22. října 2014
| Soutěž  | fáze            | vítězky                                  | poražené                                       | výsledek         |
| ------- | --------------- | ---------------------------------------- | ---------------------------------------------- | ---------------- |
| Čtyřhra | čtvrtfinále     | Alla Kudrjavcevová Anastasia Rodionovová | Jekatěrina Makarovová [4] Jelena Vesninová [4] | 4–6, 6–2, [10–6] |
| Dvouhra | červená skupina | Simona Halepová [4]                      | Serena Williamsová [1]                         | 6–0, 6–2         |
| Dvouhra | červená skupina | Ana Ivanovićová [7]                      | Eugenie Bouchardová [5]                        | 6–1, 6–3         |
| Čtyřhra | čtvrtfinále     | Pcheng Šuaj [2] Sie Šu-wej [2]           | Garbiñe Muguruzaová Carla Suárezová Navarrová  | 6–4, 6–1         |
| Legendy |                 | Tracy Austinová Marion Bartoliová        | Iva Majoliová Martina Navrátilová              | 8–4              |

### 7. den: 23. října 2014
| Soutěž  | fáze            | vítězky                              | poražené                                  | výsledek          |
| ------- | --------------- | ------------------------------------ | ----------------------------------------- | ----------------- |
| Dvouhra | bílá skupina    | Caroline Wozniacká [8]               | Agnieszka Radwańská [6]                   | 7–5, 6–3          |
| Dvouhra | bílá skupina    | Petra Kvitová [3]                    | Maria Šarapovová [2]                      | 6–3, 6–2          |
| Dvouhra | červená skupina | Serena Williamsová [1]               | Eugenie Bouchardová [5]                   | 6–1, 6–1          |
| Čtyřhra | čtvrtfinále     | Cara Blacková [3] Sania Mirzaová [3] | Raquel Kopsová-Jonesová Abigail Spearsová | 6–3, 2–6, [12–10] |
| Legendy |                 | Marion Bartoliová Iva Majoliová      | Tracy Austinová Martina Navrátilová       | 8–3               |

### 8. den: 24. října 2014
| Soutěž  | fáze            | vítězky                                | poražené                                | výsledek           |
| ------- | --------------- | -------------------------------------- | --------------------------------------- | ------------------ |
| Dvouhra | bílá skupina    | Maria Šarapovová [2]                   | Agnieszka Radwańská [6]                 | 7–5, 6–7(4–7), 6–2 |
| Dvouhra | bílá skupina    | Caroline Wozniacká [8]                 | Petra Kvitová [3]                       | 6–2, 6–3           |
| Dvouhra | červená skupina | Ana Ivanovićová [7]                    | Simona Halepová [4]                     | 7–6(9–7), 3–6, 6–3 |
| Čtyřhra | čtvrtfinále     | Květa Peschkeová Katarina Srebotniková | Sara Erraniová [1] Roberta Vinciová [1] | 2–1, skreč         |

### 9. den: 25. října 2014
| Soutěž  | fáze       | vítězky                              | poražené                                 | výsledek           |
| ------- | ---------- | ------------------------------------ | ---------------------------------------- | ------------------ |
| Čtyřhra | semifinále | Pcheng Šuaj [2] Sie Šu-wej [2]       | Alla Kudrjavcevová Anastasia Rodionovová | 6–1, 6–4           |
| Dvouhra | semifinále | Serena Williamsová [1]               | Caroline Wozniacká [8]                   | 2–6, 6–3, 7–6(8–6) |
| Dvouhra | semifinále | Simona Halepová [4]                  | Agnieszka Radwańská [6]                  | 6–2, 6–2           |
| Čtyřhra | semifinále | Cara Blacková [3] Sania Mirzaová [3] | Květa Peschkeová Katarina Srebotniková   | 4–6, 7–5, [11–9]   |

### 10. den: 26. října 2014
| Soutěž  | fáze   | vítězky                              | poražené                       | výsledek |
| ------- | ------ | ------------------------------------ | ------------------------------ | -------- |
| Čtyřhra | finále | Cara Blacková [3] Sania Mirzaová [3] | Pcheng Šuaj [2] Sie Šu-wej [2] | 6–1, 6–0 |
| Dvouhra | finále | Serena Williamsová [1]               | Simona Halepová [4]            | 6–3, 6–0 |